# 美郷町民歌 光あふれて
美郷町民歌「光あふれて」（みさとちょうみんか ひかりあふれて）は、秋田県仙北郡美郷町が制定した町民歌である。作詞・滝田常晴、作曲・津雲優。

## 解説
2004年（平成16年）11月1日に仙北郡千畑町、六郷町、仙南村の2町1村が合併して成立をみた美郷町の町民歌である。平成の大合併では島根県と宮崎県でも同名の「美郷町」が成立したが、3町いずれも合併から早期に町民歌を制定している。
- 秋田県仙北郡美郷町 - 光あふれて
- 島根県邑智郡美郷町 - 美しき郷
- 宮崎県東臼杵郡美郷町 - 美郷町歌 〜輝いて〜

### 作成経緯
美郷町の前身に当たる千畑町・六郷町・仙南村の3町村では、以下の町村民歌を制定していた。
- 千畑町民歌（作詞：弾正洸之助、作曲：佐藤長太郎）[2]
- 六郷町民歌（作詞：木沢長太郎、作曲：高橋武三）[3] - 1973年（昭和48年）制定
- 仙南村民歌

合併協議会では、新町名としていずれの町村名も引き継がず「美郷町」に決定した時点でこれら3曲を合併後の新町歌として使用しないことが確定しており、町民歌を含め新町のシンボルに関する慣行の取り扱いは「新町において定める」方針が確認された。
新町の発足後、合併協議会の合意事項に基づき2005年（平成17年）9月20日から10月31日まで町広報紙や公式サイトを通じて歌詞を募集し、全国から41篇の応募作が集まった。審査の結果、愛知県からの応募で明治百年頌歌「のぞみあらたに」などの作品で知られる滝田常晴の作品が入選したが、次点となった滋賀県からの応募で佐賀県の県民愛唱歌「風はみらい色」などの作品で知られる南英市の応募作「若いいぶき」が町のイメージソングとして使用されることになり、両曲ともシンガーソングライターの津雲優が作曲した。審査委員会では滝田の応募作を入選とした理由について「光あふれてというタイトルが新しい町にふさわしく、未来を創造している」ことが決め手になったとしているが、本作の24年前に愛知県知多郡阿久比町が制定した町民歌「阿久比讃歌 光あふれて」も美郷町民歌と同じく滝田が作詞したものである。
「光あふれて」は2006年（平成18年）2月27日付で正式に町民歌として制定された。2018年（平成30年）5月14日に航空自衛隊北部航空音楽隊が美郷町学友館でコンサートを開催した時は、音楽隊と町立美郷中学校吹奏楽部の合奏が行われた。